# سیستم‌های ستاره‌ای اطلاعات
سیستم‌های ستاره ای اطلاعات یک شرکت نرم‌افزاری مدیریت داده و تجزیه و تحلیل است که مقر آن در سن کارلوس کالیفرنیا بود. این شرکت در سال ۲۰۰۵ تأسیس شد و توسط ترادیتا در سال ۲۰۱۱ توسعه یافت.

## تاریخچه
شرکت آستر دیتا در سال ۲۰۰۵ توسط دانشجویان دانشگاه استنفورد جورج Candea, Mayank Bawa و Tasso Argyros تأسیس شد. این شرکت سرمایه را از First Round Capital , Sequoia Capital، شرکای سرمایه‌گذاری نهادی، شرکت‌های کامبری، Jafco Ventures و همچنین سرمایه گذاران فرشته ای از جمله راجیه موتوانی، رون کانوی و دیوید شریتون دریافت کرد. این اولین قسمت از بودجه ۵ میلیون دلاری در سال ۲۰۰۵، دور قسمت از ۱۷ میلیون دلاری در فوریه ۲۰۰۹ و قسمت سوم ۳۰ میلیون دلاری در سپتامبر ۲۰۱۰ بود.
آستر در سال ۲۰۱۰ توسط سردبیر Intelligent Enterprise معرفی شد. این شرکت در سال ۲۰۱۱ در رتبه هفتم از شرکت‌های سرمایه‌گذاری توسط وال استریت ژورنال رتبه‌بندی شد. آرگیروس (رئیس کارمندان فنی در آن زمان) به عنوان پیشگام فناوری اطلاعات و رسانه‌های جدید توسط انجمن جهانی اقتصاد در سال ۲۰۱۱ معرفی شد.